# أنور عبد الله (ملحن)
أنور عبد الله سليمان ، (1957-) ملحن كويتي، حاصل على بكالوريوس المعهد العالي للفنون الموسيقية، وعمل أستاذا للموسيقى في المعهد العالي للفنون المسرحية.

## أعماله الفنية
لحن الكثير من الأعمال العاطفية والوطنية ، وهو مكتشف أصوات كالمطربة الإماراتية أحلام وغيرها ، كما تعاون مع قامات عالية مثل عبد الكريم عبد القادر محمد عبده نوال رويشد عبد المجيد عبد الله وراشد الماجد وغيرهم ، ومن ألحانه أغاني شهيرة منها: «محال» و«غيب وأنا أغيب» و«آجر الصوت».

## أشهر ألحانه
| م  | الأغنية          | كلمات                           | غناء                  | ملاحظات |
| -- | ---------------- | ------------------------------- | --------------------- | ------- |
| 1  | يا مرحبا بالدوحي | محمد بن راشد آل مكتوم           | عبد الكريم عبد القادر |         |
| 2  | يا ذا المسافر    | عبد اللطيف البناي               | عبد الكريم عبد القادر |         |
| 3  | يا داعج العين    | محمد بن راشد آل مكتوم           | عبد الكريم عبد القادر |         |
| 4  | ونات القهر       | محمد بن راشد آل مكتوم           | عبد الكريم عبد القادر |         |
| 5  | وش سويت فينا     | خالد البذال                     | عبد الكريم عبد القادر |         |
| 6  | من قال           | عبد اللطيف البناي               | عبد الكريم عبد القادر |         |
| 7  | محال             | عبد اللطيف البناي               | عبد الكريم عبد القادر |         |
| 8  | غيب وانا غيب     | الشهيد فهد الأحمد الجابر الصباح | عبد الكريم عبد القادر |         |
| 9  | عزاه يا قلب      | محمد بن راشد آل مكتوم           | عبد الكريم عبد القادر |         |
| 10 | صوب دار الخل     | محمد بن راشد آل مكتوم           | عبد الكريم عبد القادر |         |
| 11 | اغنية يجي منك    | خالد المريخي                    | أحلام الشامسي         |         |
| 12 | قول عني ما تقول  | عبد اللطيف البناي               | أحلام الشامسي         |         |
| 13 | وش ذكرك          | خالد البذال                     | أحلام الشامسي         |         |
| 14 | اسمع صدى صوتك    | محمد بن راشد آل مكتوم           | أصالة نصري            |         |
| 15 | اغنية يا هاجري   | محمد بن راشد آل مكتوم           | خالد عبد الرحمن       |         |
| 16 | يكفيك انك شفتها  | محمد بن راشد آل مكتوم           | محمد عبده             |         |
| 17 | عليهم صابرين     | محمد بن راشد آل مكتوم           | عبدالمجيد عبدالله     |         |